# Hannivka, Svitlovodsk
Hannivka (în ucraineană Ганнівка) este un sat în comuna Hlînsk din raionul Svitlovodsk, regiunea Kirovohrad, Ucraina.

## Demografie
Componența lingvistică a localității Hannivka
     Ucraineană (100%)
Conform recensământului din 2001, toată populația localității Hannivka era vorbitoare de ucraineană (100%).